# Рибояди
Рибояди (пол. Rybojady, нім. Rybojadel, 1937-1945: Hoffmanstal) — село в Польщі, у гміні Тшцель Мендзижецького повіту Любуського воєводства. Населення — 117 осіб (2011).
У 1975—1998 роках село належало до Гожовського воєводства.

## Демографія
Демографічна структура станом на 31 березня 2011 року:
|          | Загалом | Допрацездатний вік | Працездатний вік | Постпрацездатний вік |
| -------- | ------- | ------------------ | ---------------- | -------------------- |
| Чоловіки | 59      | 17                 | 39               | 3                    |
| Жінки    | 58      | 13                 | 35               | 10                   |
| Разом    | 117     | 30                 | 74               | 13                   |